# Les Chevaliers de l'hiver
Les Chevaliers de l'hiver (The Winter Knights) est un roman fantastique britannique écrit par Paul Stewart et illustré par Chris Riddell.
C'est le huitième tome de la saga Chroniques du bout du monde. Cependant, dans l'ordre chronologique, il correspond au deuxième volume.